# Stazione di Porcari
Stazione di Porcari vasútállomás Olaszországban, Porcari településen.

## Vasútvonalak
Az állomást az alábbi vasútvonalak érintik:
- Viareggio-Firenze-vasútvonal

## Kapcsolódó állomások
A vasútállomáshoz az alábbi állomások vannak a legközelebb:
- Stazione di Altopascio
- Stazione di Tassignano-Capannori